# Медушевский, Яков Иванович
Яков Иванович Медушевский (1823—1878) — русский полковник, атаман Баталпашинского военного отдела Кубанского Казачьего войска. Кавалер Золотого оружия «За храбрость».
Участник Кавказской войны,Крымской войны  и Русско-турецкой войны. Принимал участие в основании городов Новороссийска и Белореченска.

## Биография
Родился 23 мая 1823 года в дворянской семье католического вероисповедания. Поляк.
Воспитывался в частном учебном заведении.

## На военной службе
Военную службу начал унтер-офицером в Ингерманландском пехотном полку 11 июня 1839 года. После получения документов из Департамента Герольдии Правительствующего Сената о своём дворянстве, произведён в подпрапорщики. Через пять лет, 15 июня 1844 года, Медушевский произведён в прапорщики и переведён в Кавказский линейный батальон №5.
5 июля 1846 года его переводят в Ставропольский пехотный полк, формируемой на Кавказе 19-й пехотной дивизии. 21 марта 1848 года за отличие в службе его производят в подпоручики, а 21 октября 1850 за боевые отличия — в поручики. Он принимал участие в боевых действия в составе отряда полковника Волкова в районе станицы Владимирской.
С 1 мая по 24 октября 1851 года Я.И. Медушевский принял участие в возведении укрепления Белореченского (г. Белореченск) в отряде генерал-лейтенанта Н.С. Заводского, а 22–28 ноября того же года принял участие в рекогносцировке Майкопского ущелья с отрядом генерал-майора Н.И. Евдокимова.

## Крымская война
1 мая 1854 года был откомандирован в Образцовый пехотный полк. 6 декабря 1854 года произведён в штабс-капитаны, а по окончании стажировки в полку был назначен командиром роты в Великолукском пехотном полку, охранявшем Санкт-Петербург во время Крымской войны.

## Кавказская война
По возвращении в Ставропольский пехотный полк, 30 июля 1857 года назначен командиром роты, в составе которой принял участие в постройке штаб-квартиры Кубанского пехотного полка. За отличие по службе 18 октября 1857 года Я.И. Медушевский награждён орденом Св. Станислава 3-й степени, а 17 октября 1858 года за боевые отличия произведён в капитаны. В этот день он отличился в бою с горцами между станицами Воронежской и Усть-Лабинской.
С 19 октября по 15 ноября был в составе отряда, который начал устройство укрепления Константиновское на берегу Цемесской бухты, которое дало начало городу Новороссийску.
С 5 января по 19 октября 1859 года был в составе Адагумского отряда при завершении Адагумской линии. Следует отметить удачные действия «адагумцев» при нападении на их лагерь 15-ти тысячной партии натухайцев, шапсугов, убыхов и абадзехов. За отличия в этих делах он был награждён орденом Св. Анны 3-й степени с мечами и бантом. Период с 1 января по февраль 1861 года прошёл в повседневных делах Адагумского отряды: устройство дорог, рубка лесных просек, стычки с горцами.
С 9 февраля  по 28 июля 1861 года — в Шапсугском отряде. К заслугам его командования следует отнести устройство прямого сообщения между Екатеринодаром и укреплением Григорьевское. 19 апреля 1861 года за отличие в делах против горцев Медушевский произведён в майоры. 26 мая назначен командиром батальона; а 28 июля награждён орденом Св. Станислава 2-й степени с мечами.
С 31 марта по 27 июня 1862 года майор Медушевский вместе со своим первым батальоном отражал многочисленные набеги горцев в районе Григорьевского и Дмитриевского укреплений. 20 сентября 1862 года ему была вручена золотая сабля «За храбрость» за отличие в делах против горцев.
27 августа 1863 года Ставропольский пехотный полк вошёл в состав Джубского отряда, целью которого являлось проложить дорогу на южный склон Кавказского хребта, в долине р. Джубга. С 31 августа по 15 сентября Медушевский занимался возведением ограды и редута станицы Ставропольской, принимал участие в прокладке дороги до Джубги. 9 июня 1863 года его наградили орденом Св. Станислава 2-й степени с короной и мечами, а 3 октября 1864 года за боевые отличия он был произведён в подполковники.
В 1866 году принимает участие в разгроме абреков, окруживших Цебельдинское укрепление, а затем в составе Абхазского отряда принимает участие в поимке абреков в районе Гадауты и Каласуры. За отличие в этих делах был награждён орденом Св. Анны 2-й степени с мечами.

## Служба в Кубанском казачьем войске
С 15 июля 1867 года служил в Кубанском казачьем войске и был назначен командиром 13-го Кубанского пешего пластунского батальона, а 22 сентября того же года награждён орденом Св. Владимира 4-й степени с бантом за выслугу в офицерских чинах 25 лет.
15 декабря 1869 года произведён в полковники, а 1 сентября 1871 года назначен командиром 2-го Кубанского пешего пластунского батальона. 30 августа 1872 года Я.И. Медушевский награждён орденом Св. Анны 2-й степени с императорской короной, а 12 сентября 1873 года пожалован бронзовой медалью в память столетнего учреждения ордена Св. Великомученика и Победоносца Георгия как обладатель Георгиевского оружия (Золотая сабля «За храбрость»).
Свидетельством авторитета атамана  Баталпашинского отдела является тот факт, что в период Русско-турецкой войны 1877–78 гг. в этом отделе были сформированы 4-я и 6-я сотни казаков-добровольцев для Кубанского конно-иррегулярного полка. В период службы Медушевского атаманом Баталпашинского отдела под его руководством служил известный кубанский краевед, статистик и археолог Е.Д. Фелицын.

## Смерть
Высочайшим приказом 17 февраля 1878 года полковник Медушевский был исключён из Кубанского казачьего войска в связи со смертью.

## Награды
- орден Св. Станислава 3-й степени
- орден Св. Анны 3-й степени с мечами и бантом
- орден Св. Станислава 2-й степени с мечами
- золотая сабля «За храбрость»
- орден Св. Станислава 2-й степени с короной и мечами
- орден Св. Анны 2-й степени с мечами
- орден Св. Владимира 4-й степени
- орден Св. Анны 2-й степени с императорской короной
- бронзовая медаль в память столетнего учреждения ордена Св. Великомученика и Победоносца Георгия

## Семья
Я.И. Медушевский был женат на дочери коллежского асессора Березова — Елизавете Дмитриевне. У них были дети: Андрей (1857 г.р.), Исидор (1861 г.р.), Михаил (1866 г.р.) и Юлия (1868 г.р.).
Вероятным потомком является профессор, доктор исторических наук Ольга Михайловна Медушевская (1922–?)